# 2024
| 2024                                                         |
| ------------------------------------------------------------ |
| Dødsfald - Fødsler                                           |
| • Begivenheder • Film • Litteratur • Musik • Politik • Sport |

| Gregoriansk kalender | 2024 MMXXIV             |
| Ab urbe condita      | 2777                    |
| Armensk kalender     | 1473 ԹՎ ՌՆՀԳ            |
| Kinesiske kalender   | 4720 – 4721 癸卯 – 甲辰 |
| Etiopisk kalender    | 2016 – 2017             |
| Jødisk kalender      | 5784 – 5785             |
| Hindukalendere       |                         |
| - Vikram Samvat      | 2079 – 2080             |
| - Shaka Samvat       | 1946 – 1947             |
| - Kali Yuga          | 5125 – 5126             |
| Iransk kalender      | 1402 – 1403             |
| Islamisk kalender    | 1446 – 1447             |

2024 (MMXXIV) er det 506. skudår siden Kristi Fødsel. Året begyndte på en mandag. Påsken faldt dette år den 31. marts.
Regent i Danmark: Margrethe 2. indtil 14. januar, herefter Frederik 10.
Se også 2024 (tal)

## Begivenheder

### Januar
- 1. januar - Japan rammes af et jordskælv med en styrke på 7,6.
- 14. januar - Dronning Margrethe II abdicerer efter 52 år og overlader tronen til kronprins Frederik, der dermed bliver Kong Frederik 10.[1]
- 10. - 28. januar - Frankrig vinder EM i håndbold for mænd i Tyskland. Danmark får sølv.

### Februar
- 24. februar - Skuddag.

### Marts
- 7. marts - Sverige optages i NATO.
- 22. marts - Et masseskyderi ved Crocus City Hall i Moskva dræber mindst 144 personer.

### April
- 9. april - Total solformørkelse over det centrale Stillehav, nordlige Mexico, østlige og centrale USA, sydøstlige Canada og nordlige Atlanterhav.
- 16. april - Branden i Børsen.
- 20. april - Bombetrussel i Billund Lufthavn.

### Maj
- 14. maj - Der udbryder strejke på Færøerne.

### Juni
- 2. juni - Claudia Sheinbaum vælges som Mexicos næste præsident. Tiltræder 1. oktober.
- 15. juni - Hundredeårsdagen for etableringen af Den Sønderjyske Kirkegård i Braine i Frankrig.[2]
- 22. juni - Københavns Metro åbner den sydlige del af M4 (Sydhavnsmetroen).

### Juli
- 13. juli - Den amerikanske tidligere præsident og kandidat til præsidentvalget i 2024, Donald Trump, udsættes for et attentatforsøg.

### September
- 17. september - Personer med tilknytning til Hizbollah rammes af et angreb målrettet deres personsøgere og walkie-talkier.

### Oktober
- 1. oktober - Iran angriber Israel med missiler som gengældelse for tre drab udført af Israel.
- 2. oktober - Der er to eksplosioner i nærheden af Israels ambassade i Hellerup.

### November
- 5. november - Ved præsidentvalget i USA vælges Donald Trump til ny præsident.
- 6. november - Olaf Scholz fyrer finansminister Christian Lindner og udløser en regeringskrise.
- 17. november - Victoria Kjær Theilvig vinder som første dansker Miss Universe konkurrencen.
- 17. november - I Østersøen blev to datakabler beskadiget, og det kinesiske skib Yi Peng 3 blev tilbageholdt mistænkt for sabotage.

### December
- 8. december - Syriens præsident Bashar al-Assad flygter til Moskva efter at være blevet væltet.

## Dødsfald
- 1. januar – Niklaus Wirth, schweizisk datalog (født 1934).[3]
- 7. januar – Franz Beckenbauer, tysk fodboldspiller (født 1945).[4]
- 17. januar – Rebecca Brüel, dansk sanger (født 1952).[5]
- 24. januar – Søren Mørch dansk historiker (født 1933)[6]
- 14. februar – Aleksej Navalnyj russisk politisk aktivist (født 1976).[7]
- 24. februar – Ulrik le Fevre dansk fodboldspiller (født 1946).[8]
- 2. marts – Søren Pape Poulsen, dansk politiker (født 1971).[9]
- 19. maj – Ebrahim Raisi, iransk præsident (født 1960).[10]
- 13. juli – Shannon Doherty, amerikansk skuespillerinde (født 1971).
- 23. juli – Jens Werner, dansk danser og dansedommer (født 1964).
- 14. august - Bent Conradi, dansk skuespiller (født 1932).
- 27. september - Maggie Smith, engelsk skuespiller (født 1934).
- 16. oktober - Yahya Sinwar, palæstinensisk politiker (født 1962).
- 16. oktober - Liam Payne, britisk sanger (født 1993).
- 28. oktober - Ulf Pilgaard, dansk skuespiller (født 1940).
- 30. oktober - Erik Clausen, dansk multikunster (født 1942).
- 1. november - Morten Stig Christensen, dansk håndboldspiller (født 1958).
- 4. november - Johnny Madsen, dansk musiker og kunstmaler (født 1951).
- 20. december - Jens Olaf Jersild dansk journalist (født 1959).

## Nobelprisen
- Fysiologi eller medicin: Victor Ambros og Gary Ruvkun "for opdagelse af microRNA og dens rolle i, hvordan genaktivitet reguleres".
- Fysik: Geoffrey E. Hinton og John J. Hopfield for deres "grundlæggende opdagelser og opfindelser, som muliggør maskinlæring ved hjælp af kunstige neurale netværk".
- Kemi: David Baker for "computationelle metoder til proteindesign" samt Demis Hassabis og John Jumper for "forudsigelsen af proteinstrukturer".
- Litteratur: Han Kang for "hendes intense poetiske prosa, der konfronterer historiske traumer og udstiller skrøbeligheden af det menneskelige liv".
- Fredsprisen: Nihon Hidankyō for "oplysning om de voldsomme konsekvenser, som atomvåben kan have for mennesker og hele samfund".
- Økonomi: Daron Acemoglu, Simon Johnson og James A. Robinson for deres "forskning i, hvordan institutioner dannes og påvirker velstanden".

## Forudsigelser og planlagte hændelser
- Den sydlige del af Københavns Metro M4-linje åbner.[11]

## Politik
- 10. marts; Parlamentsvalg i Portugal
- 17. marts: Russisk præsidentvalg[12]
- 19. april-1. juni: Parlamentsvalget i Indien 2024
- 2. juni: Præsident-, parlaments- og lokalvalget i Mexico[13]
- 6.-9. juni: Valg til Europaparlamentet
- 4. juli - Parlamentsvalg i Storbritannien
- 28. juli: Præsidentvalg i Venezuela
- 5. november: Præsidentvalg i USA

## Sport
- 10. - 28. januar: EM i håndbold for mænd i Tyskland.
- 2. - 18. august: Sommer-OL 2024 i Paris. De 33. olympiske sommerlege.
- 14. juni - 14. juli: EM i fodbold for mænd i Tyskland.
- 28. november - 15. december: EM i håndbold for kvinder i Ungarn, Østrig og Schweiz.